# John Waihee
John David Waihee III (nascido em 19 de maio de 1946) é um advogado e político americano, sendo o quarto governador do Havaí com um mandato entre 1986 a 1994. Foi o primeiro norte-americano de ascendência havaiana nativa a ser eleito para o governo do Havaí. Depois do fim de seu mandato como governador, Waihee se tornou um advogado e lobista de destaque nacional. Waihee é membro do Partido Democrata.